# Csepreg
Csepreg (deutsch Tschapring, kroatisch Čepreg, Čaprieg, Čeprieg) ist eine Stadt im Kreis Kőszeg im Komitat Vas in Westungarn. Auf einer Fläche von 49,54 km² leben 3.241 Einwohner (Stand 1. Jänner 2015). Die Grenze zu Österreich verläuft nordwestlich, 5 km entfernt. Csepreg liegt an der Répce, einem 120 km langen Fluss, der als Rabnitz seine Quelle auf österreichischem Gebiet hat.

## Geschichte
Die erste urkundliche Erwähnung der Siedlung stammt aus dem Jahr 1255.
Der Ort wird im 14. Jahrhundert mehrmals als civitas erwähnt, das Wappen ist aus der Zeit vor 1362. 1390 schenkte der König den Ort der Familie Kanizsai, so dass er eine Marktgemeinde wurde.
Csepreg wurde 1452 von Hussiten besetzt, diese wurden aber später wieder vertrieben. Im 16. Jahrhundert wurden hier einige Komitatsversammlungen (Komitat Ödenburg) abgehalten.
Mit 1.650 Einwohnern (im Jahr 1522), zwei Pfarrkirchen und jüdischer Bevölkerung dürfte sie eine der größten Marktstädte Ungarns gewesen sein. 1532 überstand Csepreg den Türkenfeldzug gen Wien unbeschadet.
Von 1557 bis 1643 hatte der Ort eine reformierte Schule.
Im Dreißigjährigen Krieg unterstützte Csepreg Gábor Bethlen und wurde 1621 von kaiserlichen Heeren verwüstet. 1223 Einwohner wurden dabei getötet.
Von 1621 bis 1643 betrieb Imre Farkas eine Druckerei.  22 ungarischsprachige und 4 lateinische Veröffentlichungen sind bekannt.
Nach der Rekatholisierung im Jahr 1643 verlor Csepreg an Bedeutung. Nach der Magnatenverschwörung wurde der Ort 1676 kaiserlicher Besitz und 1776 durch einen Brand zerstört.
1818 wurde bei Csepreg ein Kanal gebaut, um die bisherige Hochwassergefahr zu verhindern. 1842 wurde eine Apotheke, 1857 ein Postamt und 1873 eine Sparkasse eröffnet. Der Eisenbahnverkehr wurde 1865 auf der Eisenbahnlinie Sopron–Szombathely–Nagykanizsa eröffnet, die von der Südbahn-Gesellschaft betrieben wurde. Die erste größere industrielle Ansiedlung war die Zuckerfabrik Schöller.
1876 wurde der Kreis (járás) Csepreg gebildet. 1886 wurde der Ort Großgemeinde.
Zu Beginn des 20. Jahrhunderts wurde eine Gerberei errichtet, ein Krankenhaus gebaut und eine Lokalzeitung herausgegeben. 1913 konnte der Verkehr auf der Bahnstrecke Sárvár–Répcevis–Felsőlászló aufgenommen werden. Seit 1923 hat Csepreg elektrische Straßenbeleuchtung.
Die Verwaltungsreform von 1950 wirkte sich ungünstig auf den Ort aus: der Kreis Csepreg wurde aufgelöst, der Ort wurde einfache Gemeinde und dem Komitat Vas angegliedert. Die folgende Zeit war geprägt von einer geringen Industrialisierung und dem weiteren Ausbau der Infrastruktur (Trinkwassernetz ab 1964, Abwassernetz ab 1972) und einem Netz öffentlicher Einrichtungen (Bibliothek ab 1954, Gymnasium ab 1962). 1974 wurde die bereits verkürzte Bahnstrecke Sárvár–Répcevis–Felsőlászló eingestellt.
Am 1. Juli 1995 wurde Csepreg das Stadtrecht verliehen und es war bis 2012 der Sitz des gleichnamigen Kleingebietes.

## Sehenswürdigkeiten
- Ausstellung im Heimatmuseum

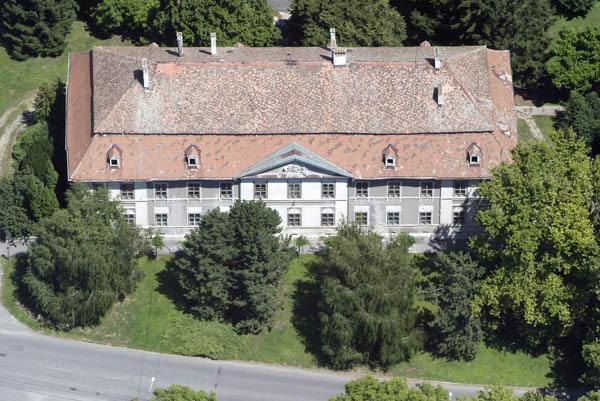
Schloss Schöller
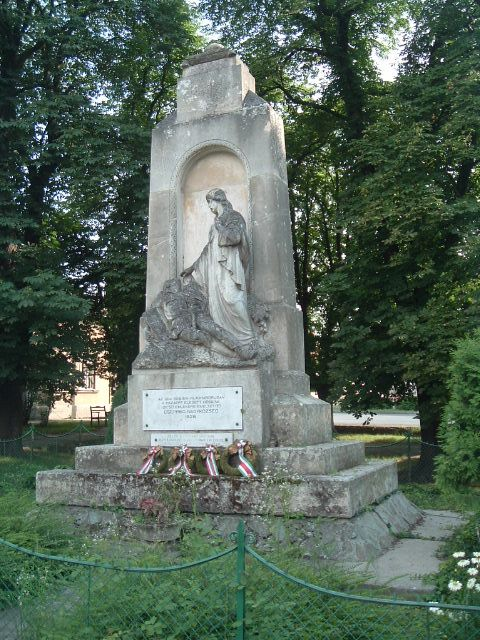
Heldendenkmal
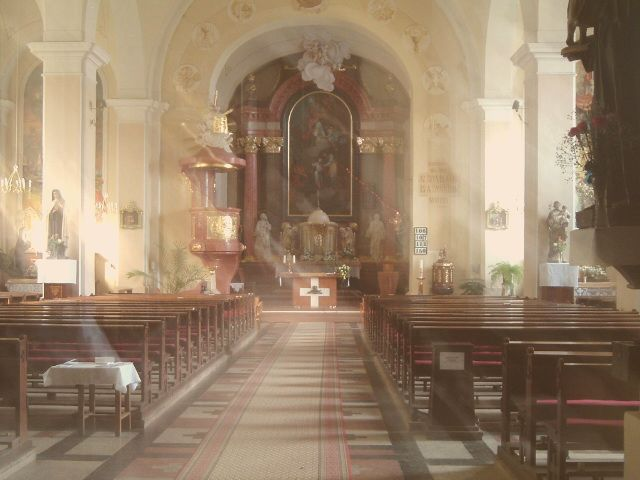
Szent Miklós-Kirche
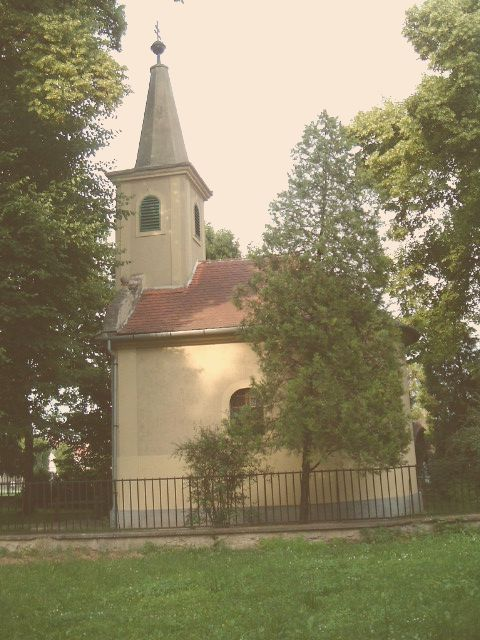
A Szentkút-Kapelle
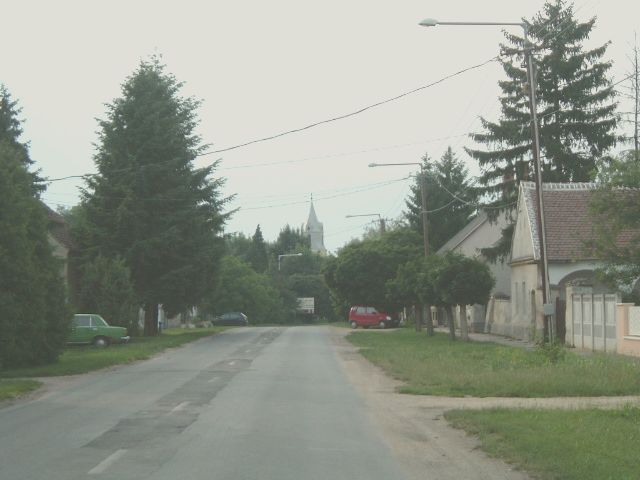
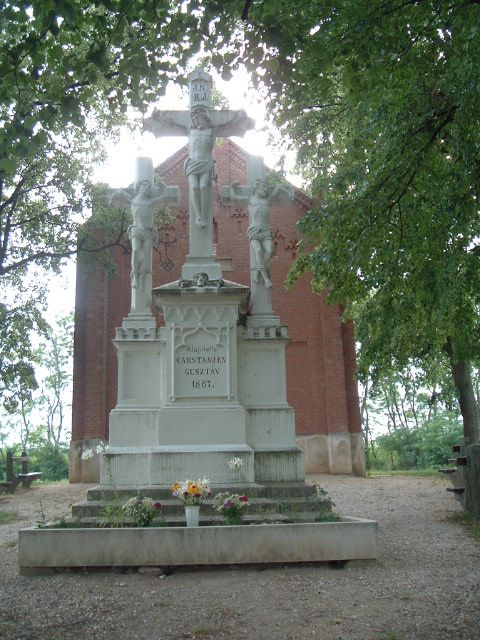
Boldogasszony-kápolna
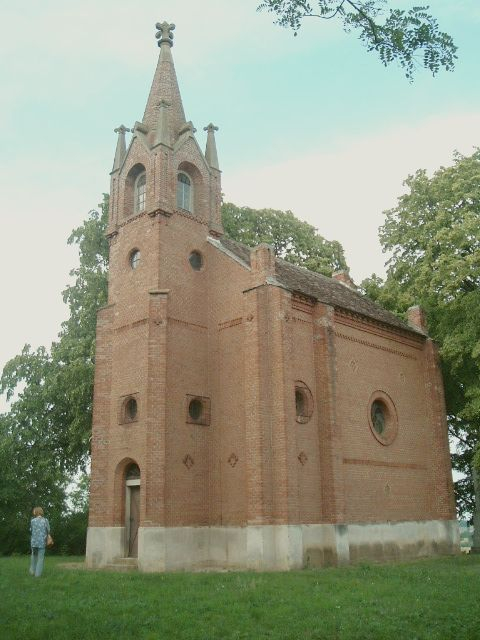
Boldogasszony-kápolna
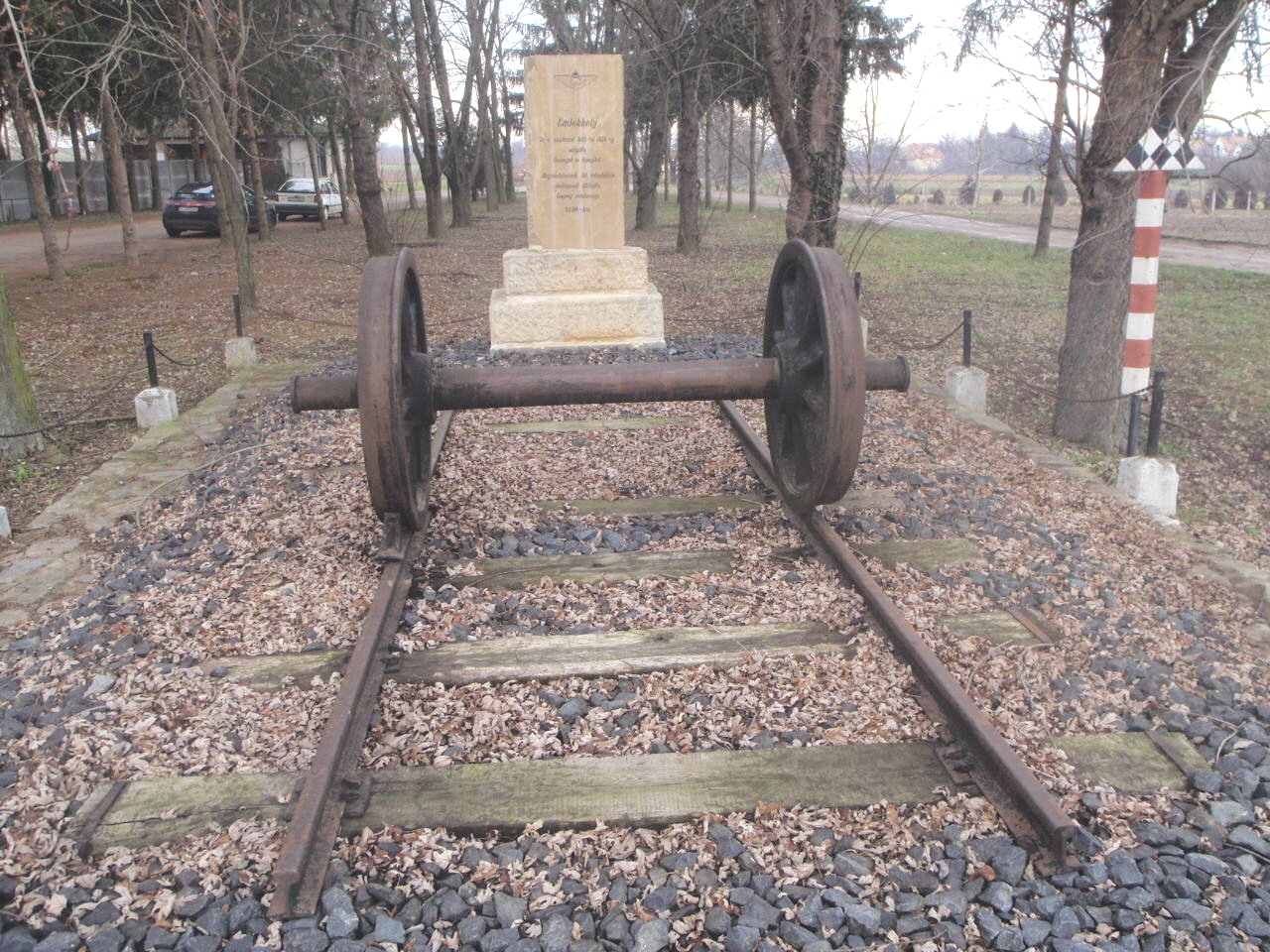
Erinnerungsstätte an die Eisenbahnlinie (2004)
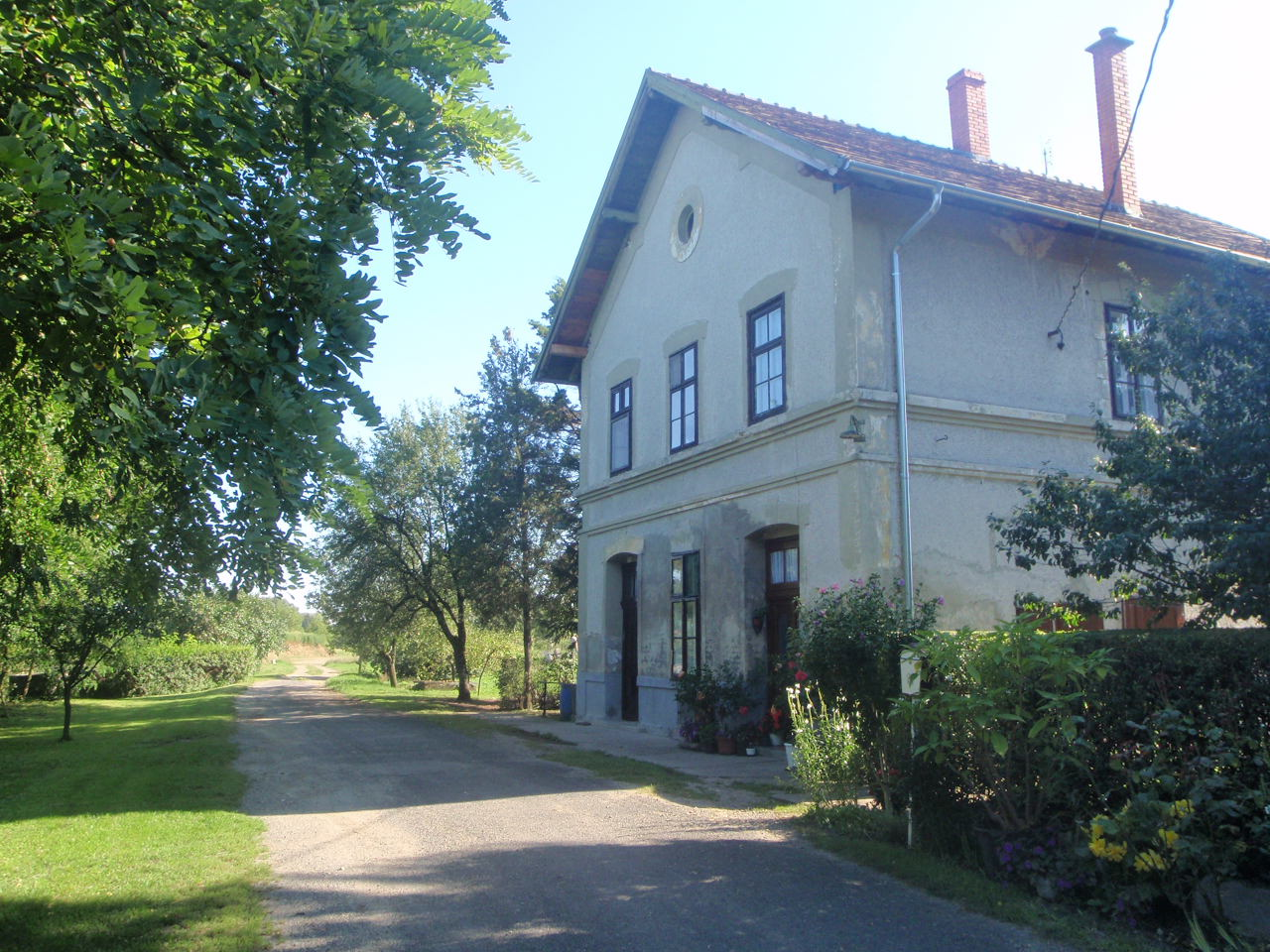
Ehemaliges Bahnhofsgebäude

- Schloss Rottermann
- Die Kirchen und Kapellen

- Schloss Schöller
- Heldendenkmal
- Szent Miklós-Kirche
- A Szentkút-Kapelle
- Boldogasszony-kápolna
- Boldogasszony-kápolna
- Erinnerungsstätte an die Eisenbahnlinie (2004)
- Ehemaliges Bahnhofsgebäude

## Verkehr
Der nächste Bahnhof befindet sich in Bük auf der Bahnstrecke Sopron–Szombathely und liegt 5 km östlich von Csepreg.
Die Stadt liegt westlich der Landesstraße 84 und ist über die Straß 8624 zu erreichen.

## Städtepartnerschaften
- Delnice, Kroatien